# Cipralisant
Cipralisant (GT-2331, Perceptin) je veoma potentan agonist histaminkog H3 receptora koji je originalno razvila kompanija Glijatek. Cipralisant je inicijalno bio klasifikovan kao selektivni H3 antagonist, i izgledalo je da je dobro tolerisan tokom ranih ispitivanja. Ušao je u fazu II ispitivanja za ADHD 2000. godine.
Relativno nedavno kloniranje ljudskog H3 receptora, kao i otkriće njegove konstitutivne aktivnosti omogućili su bolji pristup pri određivanju aktivnosti liganda H3 receptora. Konsekventno, cipralisant je reklasifikovan kao agonist H3 receptora u rekombinantnim sistemima ljudi i pacova, koji je funkcionalno selektivan i stimuliše jedan tip G protein spregnutih puteva.
Glijatek je podneo zahtev za stečaj 2002, i njegovu intelektualnu svojinu je nasledio Merck. Razvoj cipralisanta je prekinut 2003, ali su istraživanja njegovih svojstava nastavljena, i nedavno je pokazano da je 1S,2S enantiomer biološki aktivan.